# Всеобщие выборы на Кубе (1936)
Всеобщие выборы на Кубе проходили 10 января 1936 года. Президентом стал кандидат от Трёхсторонней коалиции (альянса Либеральной партии, Националистического союза и Республиканского действия) Мигель Мариано Гомес. Коалиция также победила на парламентских выборах, став крупнейшей фракцией Палаты представителей.

## Результаты

### Президентские выборы
| Кандидат                            | партия                                  | Голосов   | %     |
| ----------------------------------- | --------------------------------------- | --------- | ----- |
| Мигель Мариано Гомес                | Трёхсторонняя коалиция                  | 343 289   | 30,55 |
| Марио Гарсиа Менокаль               | Демократическая национальная ассоциация | 256 606   | 22,83 |
| Прочие кандидаты                    | -                                       | 256 606   | 46,62 |
| Недействительных/пустых бюллетеней  | Недействительных/пустых бюллетеней      |           | -     |
| Всего                               | Всего                                   | 1 123 848 | 100   |
| Зарегистрированных избирателей/Явка |                                         |           |       |
| Источник: Nohlen                    |                                         |           |       |

### Выборы в Сенат
| Партия                                  | Голосов | %     | Мест | +/-   |
| --------------------------------------- | ------- | ----- | ---- | ----- |
| Трёхсторонняя коалиция                  |         | 66,67 | 24   | +6    |
| Демократическая национальная ассоциация |         | 33,33 | 12   | новая |
| Недействительных/пустых бюллетеней      |         | -     | -    | -     |
| Всего                                   |         |       | 36   | +12   |
| Источник: Nohlen                        |         |       |      |       |

### Выборы в Палату представителей
| Партия                                  | Голосов | %     | Мест | +/-   |
| --------------------------------------- | ------- | ----- | ---- | ----- |
| Трёхсторонняя коалиция                  |         | 55,56 | 90   | +55   |
| Демократическая национальная ассоциация |         | 43,21 | 70   | новая |
| Кубинская юнионистская партия           |         | 1,23  | 2    | новая |
| Недействительных/пустых бюллетеней      |         | -     | -    | -     |
| Всего                                   |         |       | 162  | +93   |
| Источник: Nohlen                        |         |       |      |       |